# Technical Bulletin, New York (State) Agricultural Experiment Station
Technical Bulletin, New York (State) Agricultural Experiment Station (abreviado New York Agric. Exp. Sta. Techn. Bull. o Techn. Bull. New York Agric. Exp. Sta., Geneva) fue una revista científica con ilustraciones y descripciones botánicas que fue publicada en Geneva (Nueva York) desde 1906 hasta 1949, publicándose 288 números.